# Озы
О́зы (от швед. ås — «хребет, гряда») или э́скеры (от ирл. eiscir — «гряда или возвышенность») или эзары — ледниковая форма рельефа, линейно вытянутые, узкие грунтовые валы высотой до нескольких десятков метров, шириной от 100—200 м, длиной до десятков километров (с небольшими перерывами). Сложены из отложений подледниковых вод (галька и песок).

## Описание
Озы больше всего напоминают железнодорожные насыпи. Сложены хорошо промытыми слоистыми песчано-гравийно-галечными отложениями с глыбами валунов. Они образовались в результате отложения песка, гальки, гравия, валунов потоками талых вод, протекавших по каналам и долинам внутри покровных ледников. 

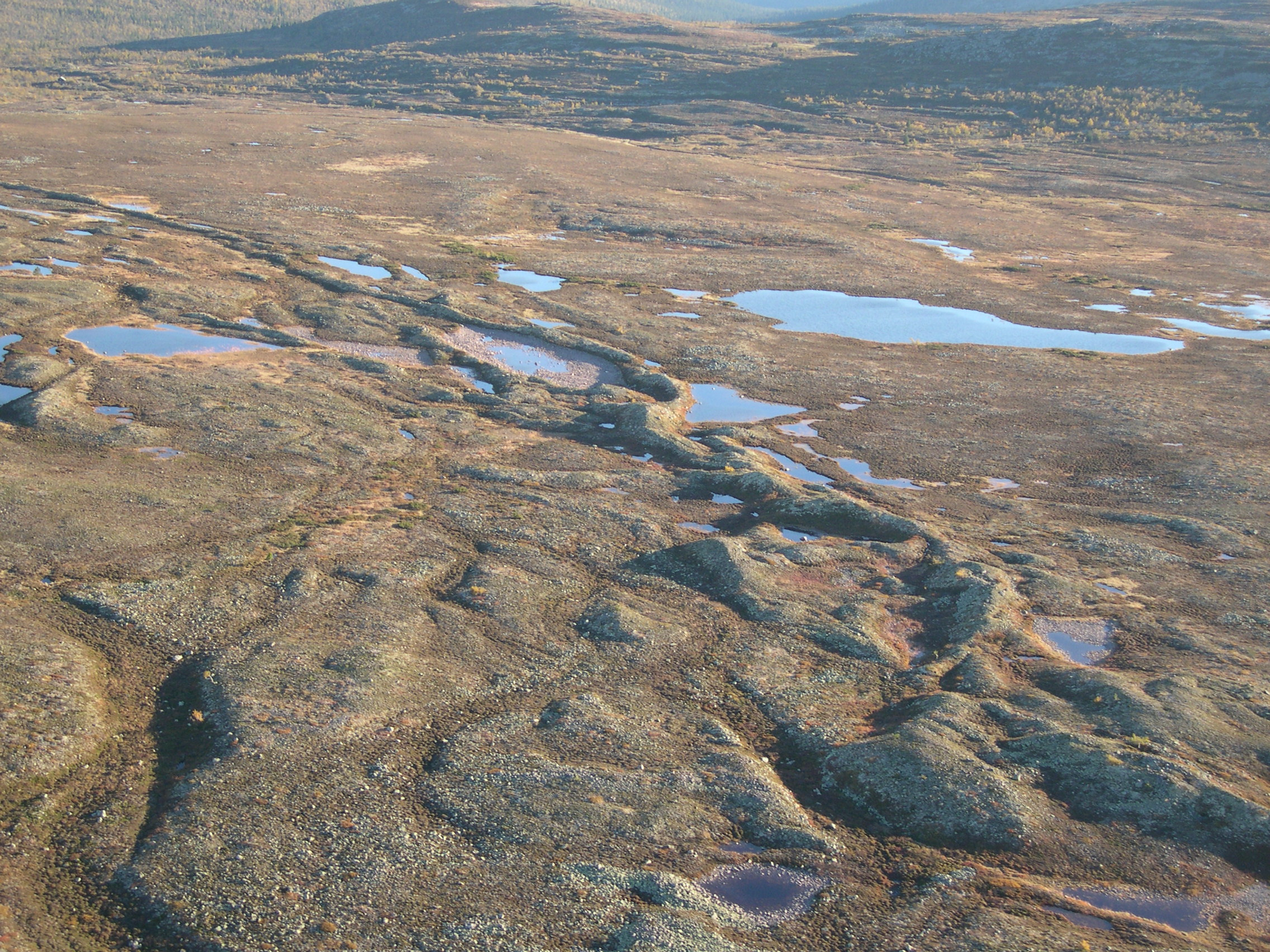
Озы в Швеции

Озы распространены в Канаде, Швеции, Финляндии и на северо-западе России, в районах распространения последнего материкового оледенения. Кроме того, отложения озов находят в докембрийских, ордовикских, каменноугольных и пермских породах Бразилии, Австралии и Африки.
Таммерфорс-кангасальская гряда в Финляндии достигает высоты 80 м. Как правило, большая часть отложений, связанных с озом, погребена и не заметна с поверхности. Наибольшей длины достигают озовые гряды в Канаде. Длинные озы часто бывают прерывистыми. Телонский оз в Северо-Западных территориях имеет протяжённость 800 км, если учитывать промежутки между отдельными грядами. Угол склонов озовой гряды обычно между 10° и 35°. Обычно направление озов совпадает с речными долинами. Иногда озовые гряды пересекают склоны наискосок. Это связано с отложением озов частично в канале внутри ледника.